# Mattias Fransson
Lars Mattias Fransson, född 17 januari 1975 i Tumba i Stockholms län, är en svensk skådespelare och medlem i humorgruppen Klungan.

## Biografi
Mattias Fransson har varit medlem i humorgruppen Klungan sedan starten 2003. Tillsammans med övriga Klungan-medlemmar har han gjort teater, TV och radio. Han har även verkat vid Profilteatern samt varit programledare för SVT-programmet Tigermuren. Tillsammans med dansaren Kristiina Viiala satte Fransson 2010 upp dansteatern Kunskapsluckan på Norrlandsoperan i Umeå. Han har även medverkat i 2013 års julkalender Barna Hedenhös uppfinner julen och i humorserien Söder om Folkungagatan på Kanal 5. Som rollkaraktären Hilding Rundström medverkar han i TV-serien Vår tid är nu på SVT1. I de två sista avsnitten av Morden i Sandhamn (säsong 8, 2022) spelade han LVU-föreståndaren Jörgen Humle.
Fransson, som är uppväxt i Matfors, är bosatt i Holmsund utanför Umeå.

## Filmografi
- 2010 – Ingen bor i skogen (TV-serie)
- 2011 – Dafo (TV-serie)
- 2013 – Barna Hedenhös uppfinner julen (TV-serie)
- 2014 – Söder om Folkungagatan (TV-serie)
- 2015 – Jordskott (TV-serie)
- 2017 – Sökarna (TV-serie)
- 2017 – Sommaren med släkten (TV-serie)
- 2018–2019 – Andra åket (TV-serie)
- 2019 – Till drömmarnas land
- 2020 – Vår tid är nu (TV-serie)
- 2020 – Leif & Billy (TV-serie)
- 2022 – Morden i Sandhamn (TV-serie)
- 2023 – En dag kommer allt det här bli ditt

## Teater

### Roller (ej komplett)
| År   | Roll                     | Produktion                                                  | Regi             | Teater                   |
| ---- | ------------------------ | ----------------------------------------------------------- | ---------------- | ------------------------ |
| 2017 | Jerry Robin Uppkomlingar | Hålet Mattias Fransson                                      | Mattias Fransson | Orionteatern             |
| 2023 |                          | Monstrets Tid Olof Wretling Sven Björklund Mattias Fransson | Ada Berger       | Kulturhuset Stadsteatern |